# Chotomów
Chotomów – wieś w Polsce, położona w województwie mazowieckim, w powiecie legionowskim, w gminie Jabłonna. Przez miejscowość przechodzi linia kolejowa nr 9 Warszawa – Gdańsk z przystankiem Chotomów.

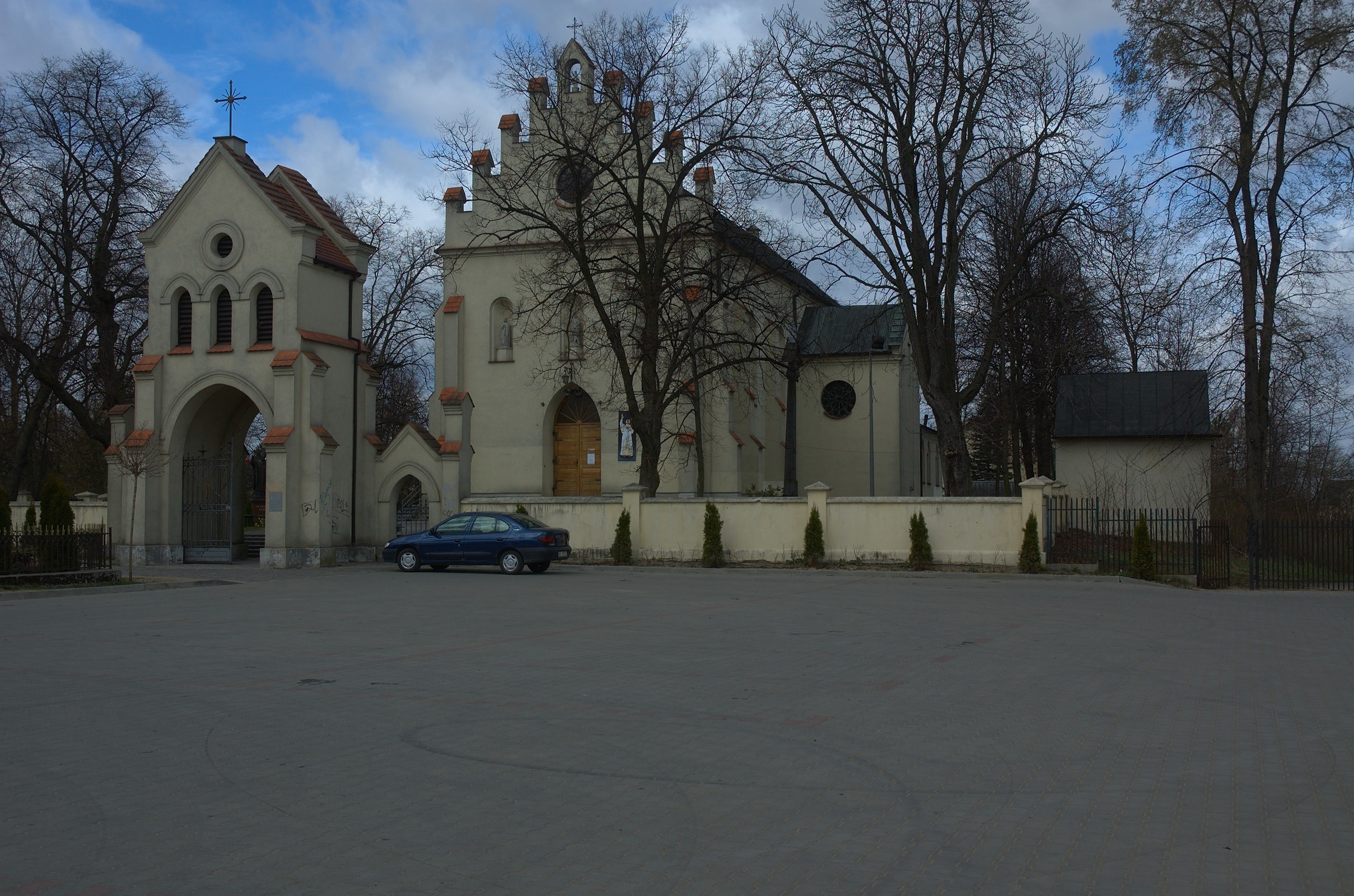
Kościół Wniebowzięcia Najświętszej Maryi Panny w Chotomowie

Administracyjnie na terenie wsi utworzono dwa sołectwa: Chotomów i Chotomów Północny.

## Historia
Chotomów był wzmiankowany w XIV wieku. Miał status wsi duchownej. W 1580 znajdował się w powiecie warszawskim ziemi warszawskiej województwa mazowieckiego. W 1795 znalazł się w zaborze pruskim, od 1807 w Księstwie Warszawskim, od 1815 w Królestwie Polskim.
W średniowieczu powstała w Chotomowie parafia katolicka. Była ona wzmiankowana w zapisie biskupa Czcibora z dnia 20 lipca 1387 dotyczącym wydzielenia z parafii w Radzyminie nowej parafii w Wieliszewie.
W latach 1861–1865 w południowej części miejscowości, na miejscu wcześniejszej, drewnianej, świątyni wybudowano neogotycki kościół Wniebowzięcia Najświętszej Maryi Panny według projektu Franciszka Lanciego z fundacji Maurycego Potockiego.
Podczas I wojny światowej w Chotomowie działała Polska Organizacja Wojskowa. Dowódcą obwodu POW był Polikarp Wróblewski. W nocy z 10 na 11 listopada 1918 Jan Trzaskoma zgromadził w Chotomowie peowiaków z okolicznych miejscowości (Chotomów, Jabłonna, Olszewnica, Krubin, Kałuszyn, Skrzeszew) i 11 listopada 1918 zaatakowali oni niemiecki garnizon w Jabłonnie Nowej, doprowadzając trzy dni później do jego kapitulacji.

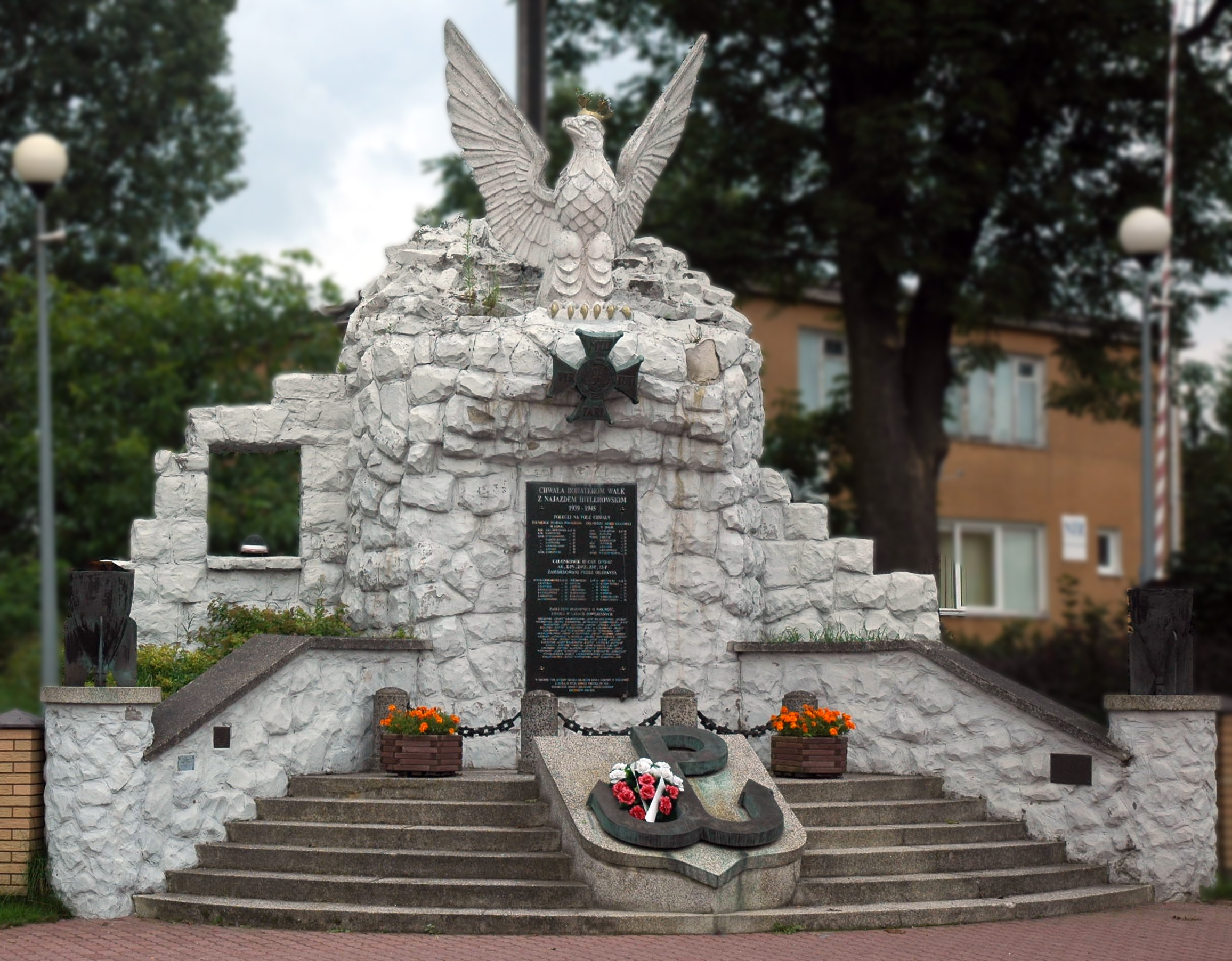
Pomnik Orła Białego w Chotomowie

Z inicjatywy Polikarpa Wróblewskiego w 1918 założono ochotniczą straż pożarną.
Przy dzisiejszej ul. Partyzantów 8 wybudowano w latach 20. Dom Ludowy, pełniący obecnie rolę domu katechetycznego miejscowej Parafii Wniebowzięcia Najświętszej Maryi Panny.
W 1924 z pieniędzy przekazanych przez papieża Piusa XI (10 tys. lirów) i pochodzących z innych źródeł Fundacja dla Polskich Inwalidów Wojennych im. Ojca Św. Piusa IX (założyciele: bp Stanisław Gall, ks. Zygmunt Kaczyński, gen. Władysław Olszewski, gen. Stefan Suszyński i ks. Stefan Ugniewski) zakupiła w Chotomowie za 5 tys. dolarów i 700 milionów marek nieruchomość o powierzchni ok. 30 morgów. W 1926 założyła tam Zakład Sierot po Inwalidach Wojennych (korzystały z niego dziewczęta w wieku 3–18 lat), który prowadziły siostry ze Zgromadzenia Służebniczek Najświętszej Maryi Panny Niepokalanie Poczętej. Początkowo Zakład korzystał z drewnianych budynków znajdujących się na posesji, lecz rosnąca liczba podopiecznych skłoniła Fundację do decyzji o wybudowaniu nowego gmachu, według projektu prof. Edgara Aleksandra Norwertha, czołowego polskiego architekta, profesor Politechniki Warszawskiej. Budynek oddano do użytku w 1937.

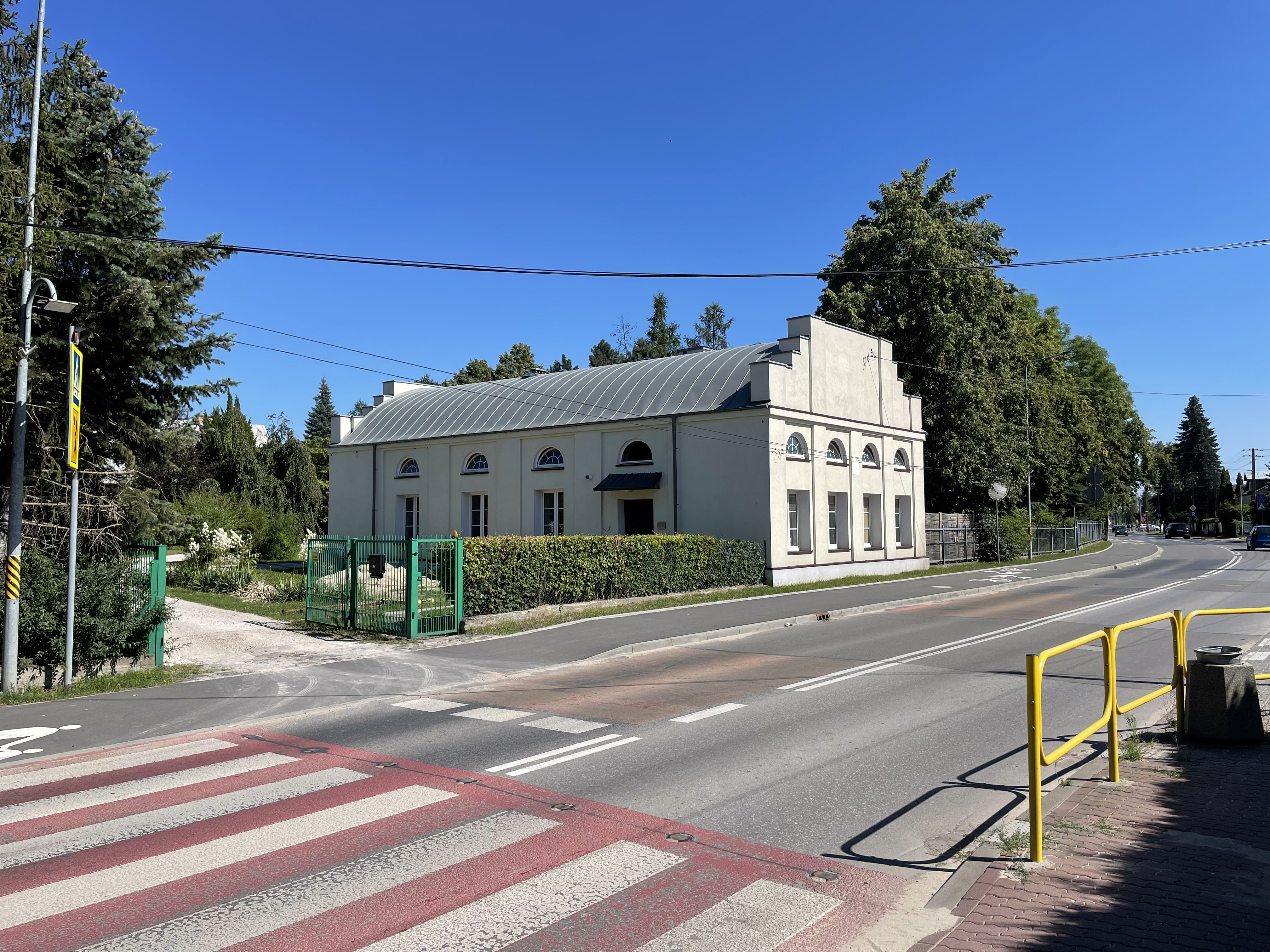
Dom katechetyczny przy ul. Partyzantów 8 w Chotomowie (dawny Dom Ludowy)

W 1935 rozpoczęto w Chotomowie budowę domu Pracy Społecznej im. Marszałka Piłsudskiego wraz z remizą Ochotniczej Straży Pożarnej. Obiekt zaprojektował wybitny architekt warszawski Antoni Dygat. Do wybuchu II wojny światowej ukończono jedynie parter budynku. Kontynuacja budowy nastąpiła dopiero w 1978 i trwała do 1983.
12 września 1939 w okolicach Chotomowa miały miejsce walki 20. Dywizji Piechoty Armii „Modlin” z wojskami niemieckimi. W 1940 w pobliżu lasu i ulicy Gen. Lucjana Żeligowskiego wybudowano tymczasowe betonowe bunkry (zachowały się po wojnie w bardzo dobrym stanie).
W sierpniu 1941 Niemcy zamordowali na terenie między Chotomowem a Olszewnicą Starą wielu Żydów.
Przez cały okres okupacji niemieckiej w Chotomowie przechowywano obraz Jana Matejki z 1891 pt. Konstytucja 3 Maja 1791 roku, który został tutaj ukryty we wrześniu 1939 przez Stanisława Gładysza, pracownika Galerii „Zachęta”, późniejszego żołnierza Armii Krajowej w 708 plutonie ps. „Jarema”.
W czasie okupacji hitlerowskiej w Zakładzie Sierot, z narażeniem życia, zakonnice ukrywały przed niemieckim okupantem 10 żydowskich dzieci. Niektóre z nich skierował tutaj Wydział Opieki Społecznej Zarządu Miejskiego w Warszawie, przy zaangażowaniu Jana Dobraczyńskiego, członka konspiracyjnej Rady Pomocy Żydom (Żegoty), który w tym celu przyjeżdżał do Chotomowa.
Podczas okupacji działała w Chotomowie konspiracyjna szkoła podoficerska. Jednym z jej absolwentów był Stanisław Sierawski (promocja 1942).
1 i 3 sierpnia 1944 na terenie Chotomowa akcje zbrojne przeprowadziła Armia Krajowa. W wyniku działań wojennych w dużym stopniu został zniszczony kościół parafialny i budynek Domu Dziecka im. Ojca Świętego Piusa XI. 
W 1983 zakończono rozpoczętą w 1978 rozbudowę remizy ochotniczej straży pożarnej.
W latach 2010–2012 wybudowano nad przebiegającą przez wieś linią kolejową Warszawa–Gdynia wiadukt samochodowy.
W październiku 2016 siostry służebniczki obchodziły 90-lecie działalności na rzecz sierot w Chotomowie. Przyjmuje się, że w całym tym okresie opiekę w prowadzonym przez nie zakładzie otrzymało około tysiąc dzieci.

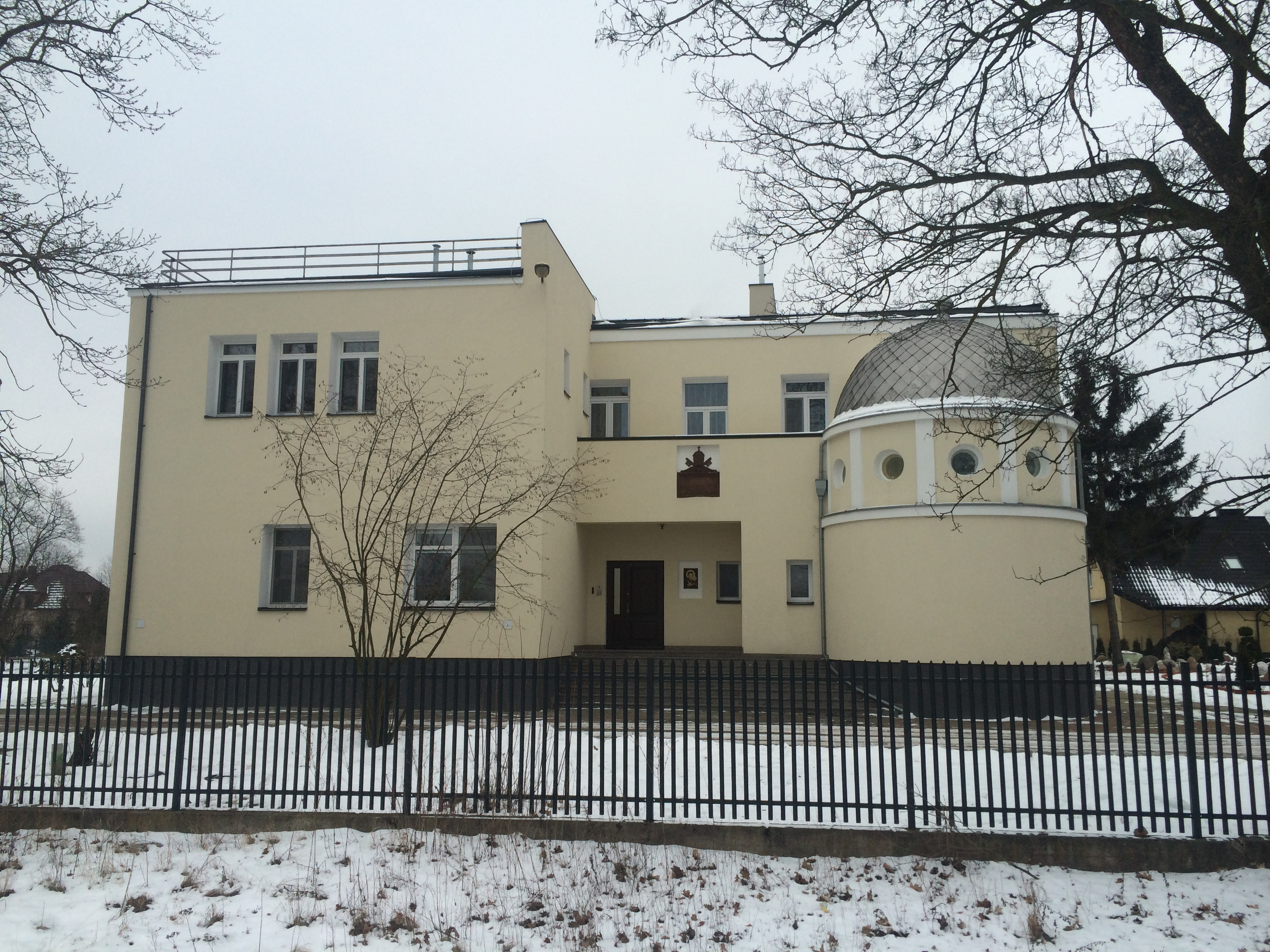
Front budynku Domu Dziecka im. Ojca Świętego Piusa XI w Chotomowie (2017)

W latach 1954–1959 wieś należała i była siedzibą władz gromady Chotomów, po jej zniesieniu w gromadzie Jabłonna. 

## Szkolnictwo
W Chotomowie mieszczą się dwie szkoły podstawowe:
- Szkoła Podstawowa nr 1 im. Stefana Krasińskiego w Chotomowie przy ul. Partyzantów 124[19]
- Szkoła Podstawowa nr 2 im. Orła Białego w Chotomowie przy ul. Partyzantów 23[20]

## Ochotnicza straż pożarna
Miejscowa jednostka Ochotniczej Straży Pożarnej została założona w 1918 dzięki inicjatywie Polikarpa Wróblewskiego. W 1935 rozpoczęto budowę w Chotomowie przy ul. Partyzantów 27 remizy strażackiej według projektu Antoniego Dygata. Do wybuchu wojny powstał jedynie parter. W latach 1978–1983 obiekt rozbudowano.

## Parafia rzymskokatolicka
W miejscowości siedzibę ma Parafia Wniebowzięcia Najświętszej Maryi Panny.

## Cmentarz parafialny
Przy ul. Kościelnej zlokalizowany jest cmentarz parafialny należący do Parafii Wniebowzięcia Najświętszej Maryi Panny w Chotomowie.

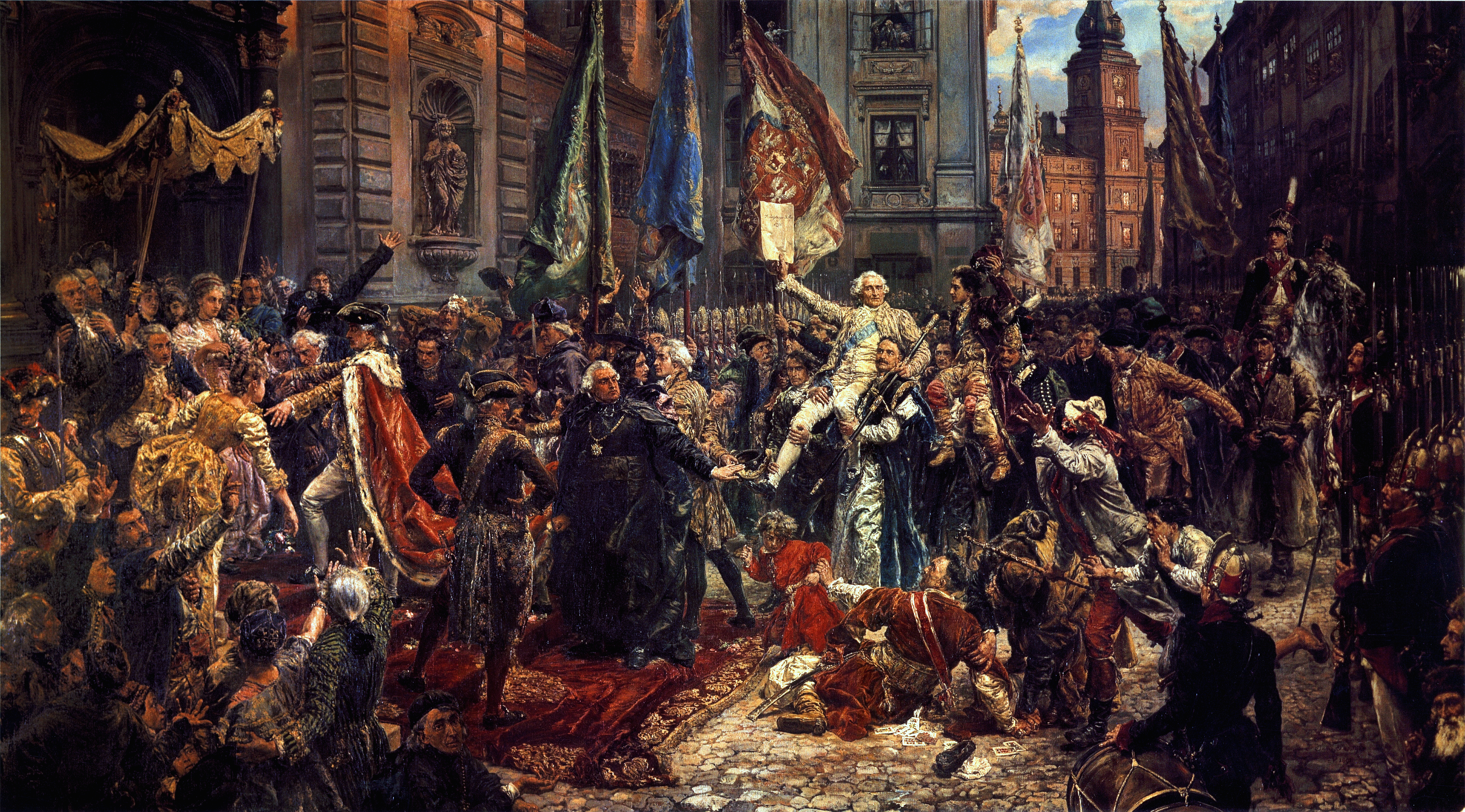
Obraz Jana Matejki pt. „Konstytucja 3 Maja 1791 roku” ukrywany w Chotomowie przez cały okres okupacji niemieckiej

## Zabytki
- Neogotycki kościół parafialny wzniesiony w latach 1861-1865; projektant: Franciszek Maria Lanci
- Neogotycka brama–dzwonnica kościelna (ok. 1865)
- Budynek Domu Dziecka im. Ojca Świętego Piusa XI w Chotomowie (1937, proj. Edgar Aleksander Norwerth)

## Pomniki
- Pomnik Orła Białego pamięci poległych i pomordowanych w latach 1939–1945. Zaprojektował go Stefan Konrad Dobrowolski. Pomnik znajduje się przy rondzie, u zbiegu ulic Piusa i Partyzantów. Został odsłonięty 29 października 1961[11].
- Pomnik poległych żołnierzy WP oraz poległych partyzantów został umieszczony tam, gdzie zginął dowódca 3 Kompanii I Rejonu Armii Krajowej por. Stefan Krasiński „Kacper”, kierownik szkoły w Chotomowie, w dniu 3 sierpnia 1944 w czasie działań wojennych, polegających na natarciu na załogę niemieckiego pociągu pancernego. Pomnik znajduje się na ul. Kościuszki w Legionowie przy granicy z Chotomowem[11].

## Osoby związane z Chotomowem
- Józef Lemański (1929–2018) – działacz harcerski i konspiracyjny z czasów II wojny światowej, samorządowiec[22]
- Wojciech Lemański (ur. 1960) – ksiądz katolicki, publicysta, bloger, działacz na rzecz upamiętnienia historii Żydów polskich[23]
- Jerzy Łapiński (1940–2020) – aktor[24]
- Stanisław Sierawski (1915–2022) – pułkownik Wojska Polskiego, uczestnik kampanii wrześniowej, żołnierz Armii Krajowej i uczestnik powstania warszawskiego[25]
- Jan Trzaskoma (1897–1943) – polski wojskowy, legionista, uczestnik wojny polsko-bolszewickiej, później duchowny katolicki, działacz społeczny, zamordowany w KL Dachau[10]
- Ligia Urniaż-Grabowska (1937–2017) – lekarka, działaczka opozycji demokratycznej w PRL, senator IV kadencji, wiceprezydent Legionowa[26]
- Bohdan Wróblewski (1931–2017) – grafik, ilustrator, reżyser zdjęć reklamowych[27]
- Polikarp Wróblewski (1898–1983) – żołnierz Polskiej Organizacji Wojskowej, społecznik, działacz ochotniczych straży pożarnych[11]
- Marian Wyrzykowski (1904–1970) – aktor i reżyser[28]

| SIMC    | Nazwa    | Rodzaj      |
| ------- | -------- | ----------- |
| 0002980 | Chotomów | osada leśna |